# Роберт Волпол
Роберт Волпол, први гроф од Орфорда (енгл. Robert Walpole, 1st Earl of Orford; 26. август 1676 – 18. март 1745), познат пре 1742. као сер Роберт Волпол (енгл. Sir Robert Walpole), био је британски државник који се обично сматра првим премијером Велике Британије. Иако позиција премијера Велике Британије у то време није била законски дефинисана, нити се термин званично користио, Волпол је признат као председник владе јер је de facto имао највећи утицај у оквиру владе.
Волпол је био виговац и изабран је за посланика у британском парламенту 1701. године. Обављао је државне функције у време владавине Џорџа I и Џорџа II. Поједини историчари броје Волполов мандат „премијера“ од 1730. године, када је, са повлачењем са власти Лорда Таунсенда, Волпол постао једини и неоспорни вођа кабинета. Међутим, углавном се Волполов мандат „првог министра“ рачуна од 1721. када је постао први лорд Трезора. Тадашња штампа, посебно опозициона, далеко више се бавила Волполом него Таунсендом. Волпол је био премијер све до 1742, што га чини не само првим већ и најдуговечнијим председником владе у британској историји.

## Порекло и образовање
Волпол је рођен у Хотон Холу у Норфоку 1676. године. Његови родитељи Роберт и Мери имали су укупно деветнаестеро деце. Волпол је био трећи син и укупно пето дете у својој породици. Његов отац био је активан у странци виговаца и био је посланик округа Касл Рајзинг у доњем дому парламента. Мајка Мери била је наследница сер Џефрија Бурвела из Сафока. Хорејшио Волпол, први барон Волпол био је Робертов млађи брат.
У детињству Волпол је похађао приватну школу у Масингхему у Норфоку, а затим је школовање наставио 1690. на Колеџу Итон  где је сматран за одличног ученика. Итон је напустио 2. априла 1698. године да би истог дана био уписан на Краљев колеџ у Кембриџу. Школовање је напустио већ у мају исте године пошто је примио вест о смрти преосталог старијег брата Едварда. Роберт је првобитно планирао да се посвети црквеној каријери, али сада, када је постао најстарији син у породици, решио је да се врати кући и помогне оцу у руковођењу имањима. Робертов отац је преминуо у новембру 1700. и Волпол је наследио девет имања у Норфоку и још једно у Сафоку .

## Почетак политичке каријере
Волополова политичка каријера почела је у јануару 1701. када је изабран за посланика у Касл Рајсингу који је напустио већ 1702. како би могао да заступа суседни округ Кингс Лин, „џепни“ округ који ће изнова бирати све до краја његове политичке каријере .
Попут свог оца, Роберт Волпол је био члан виговаца . Краљица Ана је 1705. именовала Волпола за члана савета њеног супруга данског принца Георга, лорда врховног адмирала . У време када су виговци били у сукобу са владом Волпол је посредовао да се свађа изглади. Лорд Годолфин, тадашњи први лорд трезора и шеф кабинета, је препознао Волполове способности и 1708. га је именовао у Ратни секретаријат . Волпол је закратко 1710. године обављао и дужност благајника морнарице (Treasurer of the Navy) .
Упркос личном утицају, Волопол није могао да спречи лорда Годолфина и виговце да захтевају судско гоњење Хенрија Сахеверела, свештеника који је држао антивиговске проповеди. Суђење је било врло непопуларно широм земље, изазвало је бројне немире и губитак избора за виговце 1710. године. Нови кабинет, под вођством торијевца Роберта Харлија , отпустио је Волпола са места у Секретаријату рата, али је све до 2. јануара 1711. остао на месту благајника морнарице. Волпол је одбио Харлијеве позиве и претње да се прикључи торијевцима и уместо тога је постао један од најгласнијих представника виговске опозиције . Ефикасно је бранио лорда Годолфина у парламентарним дебатама са торијевцима, као и у штампи .
Волпол је 1712. оптужен за корупцију у случају два уговора о крмном биљу намењених Шкотској. Иако је доказано да није задржао било какав новац, Волопол је проглашен кривим за „велико кршење поверења и злогласну корупцију“ . Тако је изгубио посланичко место у Доњем дому, док га је Горњи дом прогласио кривим. Избачен је из парламента и на шест месеци притворен у Лондонском тауеру. Док је боравио у Тауеру, Волпол је практично проглашен за политичког мученика и посећивали су га вође виговаца. Након изласка из затвора писао је и објављивао анонимне памфлете у којима је нападао Харлијеву владу, а помагао је и сер Ричарду Стилу у састављању политичких памфлета. За народног посланика реизабран је 1713. године, поново у Кингс Лину.

## Влада Станхоуп-Сандерланд
После смрти краљице Ане 1714. године, у складу са Актом о наслеђивању из 1701, нови владар Велике Британије постао је краљичин најближи протестантски сродник Георг Лудвиг, војвода од Хановера, познатији као Џорџ I. Нови краљ је гајио неповерење према торијевцима пошто је веровао да оспоравају његова права на престо. Долазак Џорџа Првог на престо 1714. означио је истовремено и долазак виговаца на власт за наредних педесет година . Волпол је постао члан владаревог Тајног савета и благајник оружаних снага (енгл. Paymaster of the Forces) у влади коју је номинално предводио Лорд Халифакс. Праве вође владе били су Лорд Таунсенд, иначе Волополов зет, и Џејмс Станхоуп . Такође, Волпол је био именован за преседавајућег тајне комисије овлашћене да истражи рад претходног торијевског министарства из 1715. године. Лорд Оксфорд је изгубио место у парламенту, а Лорд Болингбрук је кажњен без суђења .
Лорд Халифакс, титуларни вођа кабинета, умро је 1715. године и Волпол је именован за првог лорда трезора и канцелара благајне. Увео је посебан фонд у који су се сливали вишкови (енгл. sinking fund) који је служио за санирање националног дуга. Ипак, влада у којој је министровао била је подељена по важним питањима. Обично су Волпол и лорд Таунсенд били на једној, а Стенхоуп и лорд Сандерленд на другој страни. У спољној политици, краљ Џорџ I је првенстено имао на уму интересе својих немачких поседа, али је кабинет Станхоуп-Сандерланд ипак уживао владареву подршку. Таунсанд је 1716. смењен са функције државног секретара за северну област (енгл. Secretary of State for the Northern Department) и постављен је на место лорда заступника за Ирску (енгл. Lord Lieutenant of Ireland). Међутим, ни ова промена није задовољила Станхоупа и Сандерланда, па је у априлу 1717. Таунсанд смењен. Већ сутрадан и Волпол је дао оставку и изашао из владе. Волпол је званично објавио да не може да учествује у неким предузетим делима и да, преласком у опозицију, нема намере да чини владару непријатности или осујећује краљеве послове. У новом кабинету Сандерланд и Станхоуп, који је у међувремену произведен у грофа, били су неоспорне вође.
Недуго након Волполовог повлачења у краљевској породици избила је огорчена свађа између Џорџа I и принца од Велса, будућег Џорџа II. Волпол и друге опозиционе вође окупљљали су се у Лестеровој кући, дому принца од Велса, где су ковани нови политички планови. Волпол је такође постао и саветник и близак пријатељ са принчевом женом Каролином од Анзбаха. Његов положај је ојачан када је 1720. године допринео помирењу краља и престолонаследника.
Током овог периода Волпол је био утицајна личност у Доњем дому. Посебно је био активан у опозицији једном од владиних значајнијих закона, Закона о племству (енгл. Peerage Bill), који је требало да ограничи монархово право да проглашава ново племство. Доњи дом је директно одбацио предлог закона. Овај неуспех је довео да се вође владе измире са политичким противницима и Волпол је поново ушао у владу као благајник оружаних снага, док је Таунсенд постављен за лорда председника савета. Ипак, уласком у владу Волпол је изгубио наклоност принца од Велса који је још увек био незадовољан тадашњом владом због очеве политике.

## Политички успон
Убрзо након Волополовог повратка у кабинет, Британија је била захваћена веома оптимистичним спекулацијама везаним за Компанију Јужних мора. Влада је, наиме, развила план према коме је Компанија Јужних мора требало да преузме национални дуг Велике Британије у замену за лукративне обвезнице. Нашироко се веровало да ће Компанија остварити огромну зараду кроз међународну трговину тканинама, пољопривредним производима и робљем. Многи су, укључујући и самог Волопола, грозничаво улагал у Компанију. Међутим, у другој половини 1720. године Компанија је почела да пропада услед наглог пада вредности обвезница. Волпол, који је првобитно тргујући на берзи остварио огромну зараду, успео је да прода свој део обвезница.
Током 1721. године поведена је истрага везана за скандал око Компаније Јужних мора ( South Sea Bubble) преко парламентарне комисије . Показало се да су у корупцију били умешани и поједини министри, посебно канцелар благајне Џон Ајслаби,, Џејмс Крегс Старији, управник поштанске службе (Postmaster General), државни секретар за јужну област Џејмс Крегс Млађи, па чак и лордови Стенхоуп и Сандерланд. Крегс Млађи и Крегс Старији су помрли један за другим у немилости, остали чланови владе су опозвани због корупције. Ајслаби је осуђен и притворен, али је Волпол својим личним утицајем спасао Станхоупа и Сандерленда. Волпол је тиме стекао надимак Заштитник (енгл. The Screen)
Волпол је убрзо постао најдоминантнија личност у влади пошто се Сандерленд повукао из политике, а Станхоуп је преминуо 1721. године. У априлу 1721. именован је за првог лорда Трезора, канцелара благајне и вођу Доњег дома. Сматра се да је de facto преузео положај премијера или првог министра у време када је постављен за првог лорда трезора 1721. године. Његов зет Лорд Таунсанд обављао је дужност државног секретара за северну област и преузео је на себе и спољну политику. Таунсенд и Волпол су се тако вратили на власт и „уништили противничку политичку струју."

## Премијер у време Џорџа I
Под Волполовим вођством, парламент је покушао да ублажи финансијску кризу коју је донео скандал око Компаније Јужних мора. Имовина водећих људи Компаније употребљена је за исплату одштете жртвама кризе, док су деонице компаније подељене између Банке Енглеске и Британске источноиндијске компаније. Сама криза је причично погодила поверење јавности у владара и партију виговаца, али је Волопол у својим говорима спретно бранио и Џорџа I и своју странку у Доњем дому.
Волполова прва година на месту председника владе била је обележена разоткривањем завере коју је организовао Франсис Атербјури, бискуп Рочестера. Осујећење завере спречило је нови покушај "јакобита" чији су ранији устанци (нпр. 1715. и 1719), такође завршени неуспехом. Торијевци су такође били лоше среће иако је њиховом вођи, лорду Болингброуку, било дозвољено да се 1723. врати из прогонства у Француској. Болингроук је, наиме, раније морао у изгнанство као симпатизер јакобита.
Током владавине Џорџа Првог, политичка моћ монарха је постепено слабила, док је власт његових министара јачала. Главни политички ривал Волопола и Таунсенда, лорд Картерет, је 1724. смењен са функције државног секретара за јужну област и постављен, поново, на формално нижи положај лорда заступника за Ирску. У Ирској Картерет је искористио своју моћ да продуби кризу до које је дошло када је држава поверила ковање бакарног новца за Ирску приватној ковници Вилијама Вуда. Картерет је тајно подржавао Џонатана Свифта који је тим поводом објавио седам памфлета познатих под називом Дрејперова писма. Волпол је успео да преброди ову кризу тако што је повукао патент којим је Вуду првобитно била дата дозвола да кује новац. Ипак, јавно мнење у Ирској је и даље било антиенглески настројено.
У међувремену, Таунсанд је, сарађујући са краљем, успео да обезбеди мир у спољној политици, пре свега захваљујући споразумима са Француском и Пруском 1725. године. Волпол није био консултован по овим питањима, сматрао је да је Таунсанд у својој спољној политици био „преслободан“. Волпол је 1725. убедио краља да обнови ред Ред витезова од купатила и 1726. Ред витезова од подвезице захваљујући чему је добио надимак „Сер плава трака“ (Sir Bluestring).. Такође, његов најстарији син добио је титулу барона .

## Премијер у време Џорџа II
Волполова позиција деловала је угрожено 1727. након смрти краља Џорџа Првог. Неколико дна је деловало као да ће га нови владар, Џорџ II, сменити са места првог министра. Међутим, под утицајем краљице Каролине, Џорџ II је задржао Волопла као премијера. Иако је краљ био подозрив према Таунсанду, задржао је и њега. Током наредних година, Волпол и Таунсанд су били у влади, али су се сукобљавали по питањима спољне политике, нарочито у погледу односа са Хабзбуршком монархијом. Постепено је Волпол постао доминантни партнер у влади. Таунсанд се повукао из кабинета 15. маја 1730. и понекад се тај датум узима за почетак Волполовог незваничног мандата премијера. Таунсендов одлазак омогућио је Волополу да закључи Бечки споразум (1731) и тако склопи Англо-аустријски савез.

### Опозиција
Волпол је, као противуречна фигура, имао бројне противнике, најзначајнији су били из Државне партије (енгл. Country Party), политичког покрета који је доста лабаво окупљао торијевце, попут Лорда Болингброука, и разочаране виговце, као што је био Вилијам Пултени, љут што га Волпол није позвао у владу. Болингброук и Пултени су издавали часопис Занатлија у коме су неуморно нападали Волполову политику. Први министар је често био предмет сатире и пародије. Џон Греј га је у својој фарсичној Просјачкој опери упоредио са криминалцем Џонатаном Вајлдом. Волполови противници били су и Џонатан Свифт, Самјуел Џонсон, Александар Поуп и Хенри Филдинг.

### Подршка
Упркос таквој опозицији, Волпол је обезбедио подршку народа и Доњег дома политиком избегавања ратова захваљујући чему су порези били ниски.. Захваљујући личном утицају на владара спречио је да Џорџ II уведе Велику Британију у Рат за пољско наслеђе 1733. године. С друге стране, исте године Волпол је покушао да уведе реформу пореза на вино и дуван. Наиме, услед кријумчарења приходи државе су били све нижи, па је председник владе хтео да уведе закон о акцизама. Било је планирано да се акцизе на вино и дуван не наплаћују у лукама, већ у стовариптима. Овај предлог је подигао буру и изазвао противљење британских трговаца. Волпол је на крају пристао да повуче предлог закона пре гласања у парламенту, али је отпустио политичаре који су му се супротставили по овом питању. Тако је један део виговаца приешао у опозицију.
После општих избора 1734. Волополови следбеници су и даље били у већини у Доњем дому, иако су били малобројнији него раније. Иако је задржао превласт у парламенту, Волплова популарност је почела да слаби Увођење пореза на џин изазвало је немире у Лондону 1736. године. Озбиљнији су били немири у Единбургу које је изазвала краљева одлука да помилује капетана Џона Портеуса који је градској гарди наредио да пуца у демонстранте. Ипак, ови догађаји нису довели до тога да Волпол изгуби подршку у парламенту Подршка коју је Волпол уживао у Доњем дому омогућила му је да доста лако обезбеди одбијање плана сер Џона Барнарда о смањивању камате на национални дуг. Волпол је успео да убеди парламент да 1737. усвоји Акт о лиценцирању позоришта (енгл. Theatrical Licensing Act) којим је био регулисан рад лондонских театара. Усвајање Акта донело је и цензуру позоришних комада, што је изазвало незадовољство Свифта, Поупа, Филдинга и других књижевника који су нападали владу у својим делима.
Док је Државна партија непрестано нападала Волпола, он је помагао писце који су писали њему у корист. Вилијем Арнал и други су бранили Волпола од оптужби за корупцију пишући о корупцији као о општој људској особини. Штавише, политичка подељеност је такође била универзална и неизбежна због себичних страсти које чине део људске природе. Арнал је тврдио да влада мора бити довољно снажна да би контролисала конфликт, а у том погледу Волпол је био веома успешан. Овакав стил „дворске“ политичке реторије употребљаван је кроз читав 18. век.

## Повлачење са власти
Краљица Каролина, једна од Волполових блиских пријатеља, преминула је 1737. године. Ипак, њена смрт није довела и до губитка утицаја на Џорџа Другог који је у претходним годинама стекао велико поверење у Волпола. Фредрик, принц од Велса, био је један од Волполових противника. Отуђен од свог оца, краља Џорџа II, принц је око себе окупио млађе политичаре попут Вилијема Пита Старијег и Џорџа Гренвила, који су формирали фракцију познату као Патриотски виговци.
Волпол није успео да одржи политику избегавања војних сукоба што га је на крају коштало положаја. Миром у Севиљи из 1729. Велика Британија се обавезала да неће трговати са шпанским колонијама у Северној Америци. Шпанија је задржала право да зауставља и претреса британске лађе да би осигурала спровођење споразума. На крају су спорови избили око трговине у Западним Индијама. Волпол је и овога пута покушао да избегне рат, али је на крају попустио пошто су опозицију чинили краљ, Доњи дом и једна струја унутар кабинета. Тако је 1739. Волпол дигао руке од мировних преговора и ушао у Рат за Џенкинсово уво.
Волполов утицај наставио је да слаби и пошто јет почео. На општим изборима 1741. његове присталице добиле су више гласова у већим изборним окрузима, али су изгубили у бројним џепним окрузима. Уопштено говорећи, влада је добро прошла у Енглеској и Велсу, али није могла да преокрене губитке са претходних избора из 1734. и даље губитке у Корнволу, где је снажан био утицај принца од Велса који је истовремено био и војвода од Корнвола. Слично је било и у неким деловима Шкотске захваљујући утицају Џона Кембела, другог војводе од Аргајла. Волполова већина у парламенту није била сигурна пре свега због упитне оданости већине нових посланика. Савременици, али и историчари, проценили су да је однос снага био четрнаест према осамнаест.
У новом сазиву парламента, бројни виговци су сматрали да је стари премијер неспособан да води рат. Волополова већина није била сигурна као раније, његових противника било је оквирно колико и подржавалаца. Када је Доњи дом 1742. године требало да одлучи о наводним изборним неправилностима у Чипенхему, Волпол и остали су одлучили да председник владе више није надлежан за ово питање. Волпол није могао да обезбеди већину у парламенту и одлучио се за оставку. Вести о катастрофи у поморској бици код града Картахена де Индијас где су Шпанци потукли Британце убрзале су крај Волполове политичке каријере. Краљ се сложио да Волпола, као грофа од Орфорда, уврсти у Дом лордова. Волпол је постао члан Горњег дома 6. фебруара 1742. године, а пет дана касније је и званично вратио мандат.

## Последње године живота
Грофа од Орфорда на месту премијера наследио је Лорд Вилмингтон. Вилнингтон је пак био само формални вођа владе. У пракси, први човек кабинета био је Лорд Картерет. Формирана је комисија која је требало да истражи рад Волополове владе, али нису нађени докази о лошем раду или корупцији. Иако више није био у влади, гроф од Орфорда је и даље имао велики утицај на краља Џорџа Другог. Због тога су га често звали „Министар иза завесе“. Успео је да 1744. испослује отпуштање Картерета и довођење на власт Хенрија Пелама, кога је сматрао за свог политичког штићеника. Пелама је саветовао да заузме његово некадашње место у Доњем дому и послужи као посредник између краља и парламента.
Волполово здравље, које никада није било добро, почело је да се нагло погоршава крајем 1744. године. Умро је у Лондону 1745. у својој шесздесет и деветој години. Сахрањен је у парохијској цркви на свом имању у Хотону у Норфоку.

## Наслеђе
Волполов утицај на политички живот уњегово време био је огроман. Торијевци су постали мала и безначајна странка, док су виговци били велика партија, практично без опозиције. Волпол се превасходно ослањао на подршку владара, много мање него на Доњи дом. Његова моћ почивала је на личном утицају више него на утицају функције првог министра. Његови непосредни наследници били су прилично слаби. Било је потребно да прође неколико деценија како би место премијера постало најутицајнији и најзначајнији положај у држави.
Волополва политика избегавања ратних сукоба значајно је допринела просперитету Велике Британије. Успео је такође да осигура положај династије Хановер и практично сузбије покрете јакобита. Недуго после Волполове владавине, јакобитска претња је дефинитивно отклоњена неуспехом побуне из 1745. године. Едмунд Берк, који је касније био виговски посланик, сматрао је да је Волполу место у „виговском пантеону“.
Волпол је, као први британски премијер, имао званичну резиденцију у Даунинг улици број 10. Наиме, краљ Џорџ II поклонио му је кућу на тој адреси 1732. као лични дар, што је Волпол одбио. Поклон је примио не као лични дар, већ као поклон првом лорду Трезора. У Даунинг улицу број 10 уселио се 22. септембра 1735. године. Његови наследници су обично боравили у својим пространим приватним резиденцијама, али је Даунинг улица 10 временом постала званична резиденција британског премијера.
Иза себе је оставио и чувену Волполову збирку уметничких дела коју је сакупљао током живота. Већи део збирке је његов унук Џорџ Волпол, трећи гроф од Орфорда, продао 1779. руској царици Катарини Другој. Колекција, која је сматрана за једну од најлепших у Европи, налази се данас у музеју Ермитаж.

## Породица
Волпол се женио два пута. његова прва супруга била је Кетрин Шортер са којом се оженио 30. јула 1700. године. Извори је описују као лепу жену изграђених манира. Волполу је родила три сина и две ћерке:
- Роберт Волопол, други гроф од Орфорда (1701 - 1. април 1751).[42]; Имао је сина јединца Џорџа који се није женио.[41]
- Кетрин,[41] умрла неудата.[43]
- Хорејшио Волпол, четврти гроф од Орфорда (титулу грофа наследио је од синовца Џорџа).[41]
- Мери (умрла 1731), удавала се и оставила потомство.
- Едвард (умро 12. јануара 1784), није се женио али је имао чак три ванбрачно рођене ћерке.

Волполова прва жена Кетрин Шортер умрла је 20. августа 1737. и сахрањена је у Капели Хенрија VII у Вестимстерској опатији.
Волполова друга супруга била је Марија Скерит. Венчали су се 1738, а отворено су живели заједно у Хотон холу и Ричмонду од пре 1728. године Марија му је родила истоимену ћерку. Волполова друга супруга умрла је од последица побачаја 4. јуна 1739. године. Волпол ју је сматрао незаменљивом и тешко се разболео после њене смрти.